# James Melcher
James Laurence Melcher (né le 5 novembre 1939 et mort le 17 avril 2023) est un gestionnaire de fonds spéculatifs ainsi qu'un escrimeur olympique américain. Il participe aux épreuves d'épée individuelle et par équipe aux Jeux olympiques d'été de 1972 à Munich, en Allemagne. 

## Jeunesse
Melcher grandit à Pittsfield, Massachusetts, et est juif,. Il étudie à l'université Columbia, dont il obtient un Bachelor of Arts en anglais en 1961.

## Carrière d'escrimeur
Melcher apprend l'escrime pour la première fois lors de sa première année universitaire avec les Columbia Lions. Pendant ses études, il s'engage dans la réserve de l'US Army et est en service actif pendant six mois. Il obtient son diplôme en 1961, puis reste à New York pour travailler à Wall Street. Cependant, il continue l'escrime au Fencers Club pendant son temps libre, et prend des cours pendant plusieurs années auprès de Michel Alaux, Deux ans plus tard, il est membre de l'équipe d'épée médaillée d'or aux Jeux panaméricains de 1963 à São Paulo.
Vers l'âge de 30 ans, Melcher « perce finalement en tant que escrimeur de haut niveau », lorsqu'il bat le numéro 1 mondial au Challenge Martini d'épée 1970.
Aux Jeux panaméricains de 1971, Melcher remporte une médaille d'or à l'épée par équipe et une médaille de bronze à l'épée individuelle,. Melcher est sacré à deux reprises champion des États-Unis d'épée individuelle masculine, en 1971 et 1972,.
Melcher concourt pour les États-Unis aux Jeux olympiques d'été de 1972 à Munich. Melcher est le premier suppléant pour les Jeux olympiques d'été de 1968 et les Jeux olympiques d'été de 1976, et le deuxième suppléant pour les Jeux olympiques d'été de 1980.
Sa carrière d'escrimeur connaît son terme en 1974 lorsqu'il développe le syndrome de fatigue chronique, dont il se remettra ensuite. Melcher devient président du Fencers Club à la fin des années 1970, poste qu'il occupe pendant une décennie, et redevient président en 2006. Melcher est membre du US Fencing Hall of Fame.

## Carrière en finance
Melcher soutient que pour l'investissement et l'escrime, il faut « un haut niveau de maîtrise de soi, en particulier le contrôle des réactions émotionnelles »
Melcher commence sa carrière à Wall Street dans le département des ventes d'actions d'AG Becker. Après six ans, Melcher crée First Venture Fund, un fonds de capital-risque qu'il gèrera pendant dix ans.
Melcher fonde Balestra Capital Management, un gestionnaire de fonds spéculatifs macro-globaux, en 1979, et il devient un conseiller en investissement enregistré auprès de la Securities and Exchange Commission en 1987,. Melcher donne à l'entreprise le nom de la « balestra », un mouvement d'escrime impliquant un bond en avant soudain, mais qui parfois aussi « dicte une retraite stratégique »
Melcher lance Balestra Capital Partners en 1991. En 2004, Balestra Capital Partners a un rendement annuel de 22,84 % par an, à comparer avec le rendement annuel du S&P 500 de 13,14 %.
Melcher lance Balestra Spectrum en 1999. En 2004, il a un rendement annuel de 10,59 % par an, à comparer avec le rendement annuel du S&P 500 de -1,16 %.
Balestra est nommé Macro Global Hedge Fund of the Year par Absolute Return Magazine en 2008. Le fonds mise sur des titres adossés à des créances hypothécaires en utilisant des credit default swaps. En 2007, les rendements de Balestra Capital sont de 199,14 %. En 2008, lorsque le S&P 500 chute de 38,49 %, Balestra offre aux investisseurs un rendement de 45,75 %. En 2009, Balestra a plus d'un milliard de dollars d'actifs sous gestion.

## Décès
Melcher décède à Manhattan, New York, le 17 avril 2023, à l'âge de 83 ans,.